# Maurice Brownlie
Pour les articles homonymes, voir Brownlie.

a Compétitions nationales et continentales officielles uniquement.

b Matchs officiels uniquement.
Dernière mise à jour le 8/02/2017.
Maurice Joseph Brownlie, né le 10 août 1897 à Wanganui et mort le 21 janvier 1957 à Gisborne, est un joueur de rugby à XV néo-zélandais qui a joué 61 fois (dont 19 comme capitaine) pour les All-Blacks de 1922 à 1928. C’était un troisième ligne de 1,85 m et 90 kg. 

## Biographie
Avec ses deux frères Cyril Brownlie et Laurie Brownlie, il est membre des All-Blacks dans les années 1920. Il a fait ses débuts avec les Blacks en juillet 1922, et son premier test match en novembre 1924 contre l'Irlande. Brownlie a disputé son dernier test match en septembre 1928 contre les Springboks. C’était le capitaine de la première équipe des Blacks qui a fait une tournée en Afrique du Sud en 1928 (deux victoires et deux défaites). En dehors de ses prestations pour les Blacks, il était aussi le capitaine de l’équipe de Hawke’s Bay qui a dominé la compétition en Nouvelle-Zélande entre 1922 et 1927.

## Statistiques en équipe nationale
- Nombre de tests avec les Blacks :  8
- Autres matchs avec les Blacks : 53
- Nombre total de matchs avec les Blacks : 61
- Première cape : 29 juillet 1922
- Dernière cape : 1er septembre 1928
- Matchs avec les Blacks par année : 4 en 1922, 2 en 1923, 26 en 1924, 5 en 1925, 6 en 1926, 18 en 1928